# Chifeng
Chifeng (cinese: 赤峰; pinyin: Chìfēng) è una città-prefettura della Cina nella provincia della Mongolia Interna.

## Suddivisioni amministrative
- Distretto di Hongshan
- Distretto di Yuanbaoshan
- Distretto di Songshan
- Contea di Ningcheng
- Contea di Linxi
- Bandiera di Ar Horqin
- Bandiera sinistra di Bairin
- Bandiera destra di Bairin
- Bandiera di Hexigten
- Bandiera di Ongniud
- Bandiera di Harqin
- Bandiera di Aohan